# Лётное поле
Лётное поле — часть территории аэродрома, предназначенная для взлёта, посадки, руления, размещения и обслуживания воздушных судов (самолётов, вертолётов и планёров).
Лётное поле включает в себя:
1. Лётная полоса — взлётно-посадочная полоса (ВПП) с примыкающими боковыми и концевыми полосами безопасности.
2. Рулёжные дорожки (РД), соединяющие ВПП с перроном и торцы ВПП друг с другом.
3. Места стоянки (МС), предназначенные для предполётного обслуживания воздушных судов.
4. Перрон — место для стоянки летательных аппаратов и выполнения с ними погрузочно-разгрузочных операций. В коммерческих аэропортах перрон и места стоянки ВС обычно совмещены, в таком случае это также называется перроном.
5. Площадки для посадки вертолётов (и других воздушных судов, имеющих способность вертикального взлёта и посадки)